# 氏子調

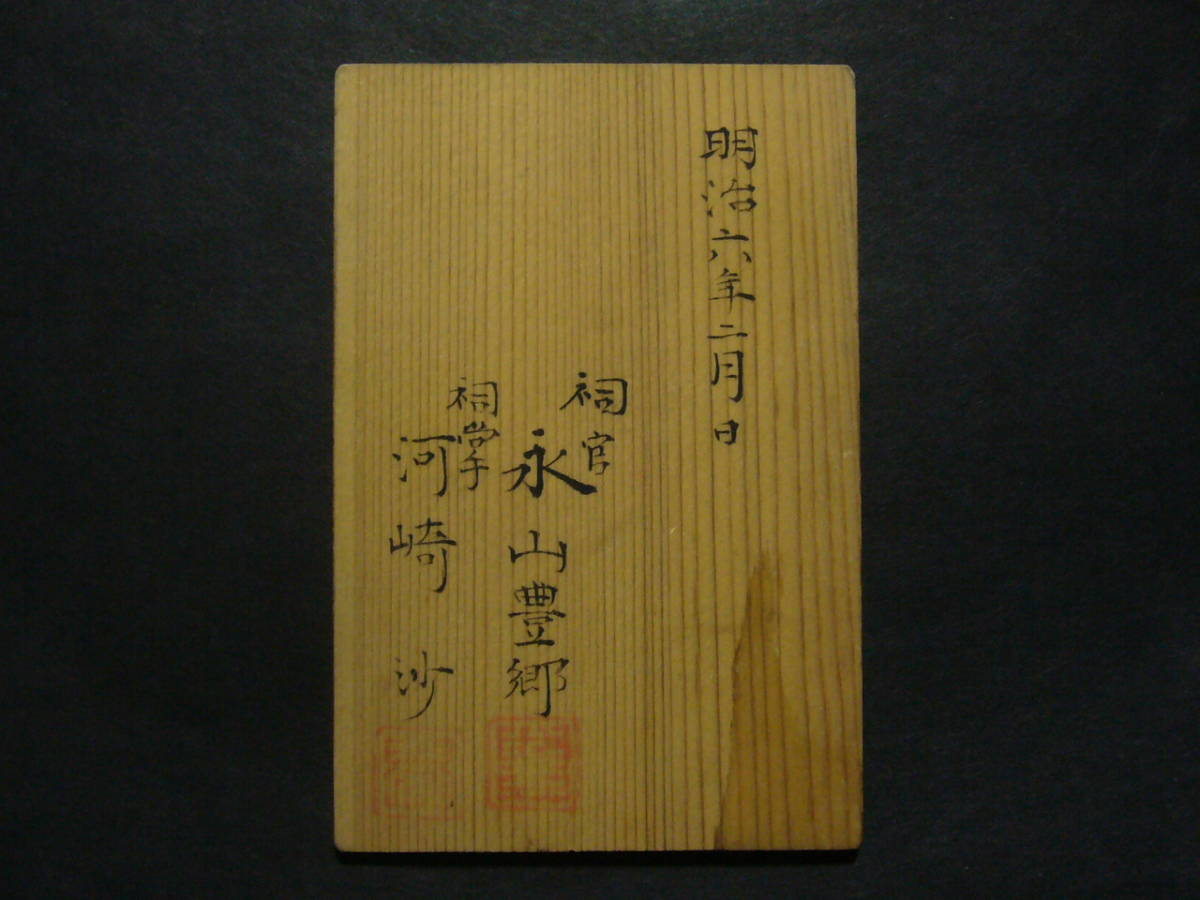
大野湊神社の氏子札

氏子調（うじこしらべ）または氏子改（うじこあらため）は、1871年（明治4年）から1873年にかけて明治政府が行った日本の政策である。国民に対して在郷の神社（郷社）の氏子となることを義務付ける宗教政策である。
法令の正式名は、太政官布告第三二二号「大小神社氏子取調」。氏子調規則や郷社氏子制とも呼ばれる。

## 概要
明治政府は、明治4年7月4日（1871年8月19日）に太政官布告第三二二号「大小神社氏子取調」を発布し、氏子調を開始する。氏子調は同法令によって郷社とされた神社の氏子となることを義務付けるもので、宗教政策の側面と同時に、戸籍や身分証明の側面を持つ。これは、先史の寺請制度の後継制度と言え、寺請制度は同年9月に廃止されている。簡単に言えば、それまで寺請制度によって仏教寺院の檀家となることを義務付けられていたのが、神道の制度に置き換わったということである。
しかし、明治6年（1873年）5月29日、太政官布告第一八〇号にてわずか2年で廃止された。
宗教政策としては、キリスト教禁止（邪宗門厳禁）や神道復興の側面を持つが、内政としては戸籍制度の補完、行政単位の区分けという側面も持つ。
神社・神道を利用した制度ではあるが、発給決定権など権限は戸長に集中しており、神官は単に守礼記入と統計処理を行うだけであった。

## 前史・背景
江戸時代、キリスト教禁止令に端を発して幕府は宗門改を行い、その中で寺請制度の確立や宗門人別改帳の作成を行った。やがてそれらは本来の宗教政策という一面から、行政、特に民衆調査としての側面を強く持つに至る。
1867年、大政奉還によって明治政府が成立する。明治政府は五榜の掲示に見られるように、江戸幕府の政策のいくつかを継承しており、その中にはキリスト教の禁制や宗教改め、そして寺請制度も含まれていた。
寺請制度は、行政の補完や寺院の安定的な活動といった利益をもたらしたが、一方で腐敗の温床ともなり反発もあった。幕末、尊皇思想の高まりや、神道国教化運動などによって神道優位の風潮が起こり、やがて明治政府が成立すると、折からの仏教への批判は大きなものとなっていき、やがて廃仏毀釈運動へと繋がっていく。
以上のような背景をもって明治政府は、寺請制度の代わりに氏子調を創設するに至ったのである。
また、同政策の施行の直前には戸籍法を施行しており、1区1000戸からなる戸籍区に郷社1つを対応させている。

## 制度
出生児は全て戸長に届け出、その証書を当該の神社（郷社）へ持参する。すると神社は守礼（氏子札）を接受し、これが氏子の証明書となる。一般老若者もまた同様の手順で、在郷の神社の氏子として登録された。また、神社は他にも氏子籍（壬申戸籍）を作成する義務を負った。
移転する場合には、移転先の神社の守礼を発行してもらった。死亡の際には戸長を経て神社に返納された。
また、6年ごとに戸籍改が行われ、その際には戸長が検査することになっていた。しかし、わずか2年で廃止されたため実際には行われなかった。

## 守礼
氏子調制度下において、守礼は現在でいう身分証明書、あるいは戸籍の一部（江戸時代でいう寺請証文、宗門人別改帳）の役割を担った。守礼は縦3寸（約9.1cm）、横2寸（約6.1cm）の木札で下記のような情報が記述されていた。
- 表面
  - 所属している神社
  - 生国・住所
  - 姓名・生年月日
  - 父親の名
- 裏面
  - 神官の氏名と印
  - 発給年月日

先述のように持ち主が死亡した場合は、戸長を通して神社に返納することになり、神葬祭の場合には、これが神霊主となった。
なお、守礼はあくまで個人が所持する物であって、それらをまとめた台帳は別に存在し、神社や戸長役場が保管した。

## 行政単位と郷社
明治以前の行政の最小単位として「村」、いわゆる自然村が存在した。自然村では集落単位の共同生活が営まれたが、その要素の1つに氏神祭祀が存在し、一村一社の体制が成立していた。明治政府はこの体制をそのまま受ける形で、これを郷社に指定する（郷社定則）。そのため、郷社は当時の自然村とほぼ同等の18万社余存在した。のちの社格としては郷社、村社、無格社に相当する。
- 一戸籍区に一つ、その地域の代表的な神社を郷社とし、他の神社は郷社に附属する。但し、村社の氏子は従来通りその神社の氏子とする。
- 昔からの数ヶ村に亘る氏子数数千戸を持つ神社は自然と郷社とする。
- 官社、府藩県社でも氏子が数万戸ある神社は郷社とし、新たな神社を設けない。

氏子調廃止後は、必然的に郷社は行政機能を喪失することとなるが、郷社定則は廃止されず近代の氏神・氏子制度の基本として存続し、現代の氏子区域の基となった。その後、市政町村制度の施行や、いわゆる「明治の大合併」による行政区分の整理によって自然村（行政村）が減ると、一村一社の存在意義は薄れ、1906年（明治39年）の神社合祀令を経て、全国の神社の数は明治末期には11万社余にまで数を減らした。
神社合祀における南方熊楠の批判に見られるように、神道に関する宗教政策はしばしば地方行政との混合が存在していた。

## その後
制度としてはわずか2年あまりで廃止されたが、一村一社での氏神-氏子意識を定着させるなど、後の神社神道への礎となった。

## 略歴
- 慶応3年（1867年） - 大政奉還。明治政府は翌1868年、五榜の掲示にてキリスト教禁止を続けることを明言する（1873年まで）。
- 明治4年4月4日（1871年5月22日） - 戸籍法施行。
- 明治4年7月4日（1871年8月19日）、太政官布告第三二二号「大小神社氏子取調」発布。氏子調開始。同年9月寺請制度廃止。
- 1873年（明治6年）5月29日 - 太政官布告第一八〇号にて氏子調を廃止。同年「邪宗門厳禁」廃止。